# Colares (Sintra)
Colares es una freguesia portuguesa del municipio de Sintra, con un área de 33,97 kilómetros cuadrados y 7472 habitantes (2001). La densidad asciende a 226,0 hab/km². La patrona de la localidad es Nuestra Señora de la Asunción. Se encuentra en el suroeste de Sintra, en la costa atlántica.
Fue sede de un antiguo municipio, entre 1255 y 1855, habiendo sido ascendido a la categoría de villa el 24 de julio de 1997. El municipio se componía por una sola freguesia, la de Colares y en 1801 poseía 1.930 habitantes y en 1849 3.341 habitantes.

## Patrimonio
- Monumento prehistórico da Praia das Maçãs
- Pelourinho de Colares
- Anta de Adrenunes
- Igreja de Nossa Senhora da Conceição da Ulggueira
- Quinta de Vale de Marinha
- Conjunto formado por la Casa dos Lafetás o Vila Cosme
- Capela de Santo António (Colares) o Capela de Nossa Senhora das Mercês
- Capela da Misericórdia de Colares o Antiga Capela da Família Melo e Castro
- Villa romana de Santo André de Almoçageme
- Santuário da Peninha o Capela de Nossa Senhora da Penha y dependencias
- Forte da Roca
- Convento de Santa Ana da Ordem do Carmo
- Quinta Mazziotti o Quinta do França